# Jean-Honoré Fragonard
Pour les articles homonymes, voir Fragonard.
Jean-Honoré Fragonard, né le 5 avril 1732 à Grasse et mort le 22 août 1806 à Paris, est un peintre français.
Il est l'un des principaux représentants du style rococo français.
Peintre d'histoire, de genre et de paysages, il se spécialise assez rapidement dans le genre libertin et les scènes galantes, comme le montre son célèbre tableau Le Verrou.

## Biographie
Jean-Honoré est fils de François Fragonard, garçon gantier, et de Françoise Petit. Après la mort, à dix mois, de son petit frère Joseph, il reste enfant unique. Il quitte sa ville natale à l'âge de six ans pour s'installer avec sa famille à Paris, où se déroule la plus grande partie de sa carrière.
Les dispositions artistiques de Fragonard sont précoces et c'est le notaire chez qui il devient clerc à treize ans qui remarque ses dons artistiques. Après avoir quelque temps travaillé avec Jean Siméon Chardin, il entre comme apprenti, à l'âge de quatorze ans, dans l'atelier de François Boucher. C'est grâce à lui que le jeune Fragonard affirme ses dons et apprend à copier les maîtres. Boucher le présente bientôt au prestigieux grand prix de peinture de l'Académie royale qu'il remporta en 1752 grâce à son tableau Jéroboam sacrifiant aux idoles. Une carrière dans la peinture d'histoire lui semble alors toute tracée. Il entre ainsi durant trois années à l'École royale des élèves protégés alors dirigée par le peintre Charles van Loo. Fragonard effectue son Grand Tour et part en 1756 pour l'Académie de France à Rome en compagnie de son ami Hubert Robert et l'architecte Victor Louis. Il y résidera jusqu'au mois d'avril 1761 et y est notamment influencé par le peintre Giambattista Tiepolo et le style baroque de Pierre de Cortone, mais il s'épuise à pasticher les grands maîtres selon un style encore académique. Jean-Claude Richard de Saint-Non devient, à cette époque, son protecteur et principal commanditaire. Il quitte dès lors la Ville éternelle pour la France après avoir achevé en septembre un long périple qui l'a vu traverser les villes de Florence, Bologne et Venise notamment.
Il obtient un atelier au palais du Louvre où il vit et est chargé de décorer la galerie d'Apollon. En 1765, son tableau Corésus et Callirhoé, commandé pour la manufacture des Gobelins pour la tenture des amours des dieux, le fait entrer à l'Académie et remporte un grand succès au Salon. Mais, désespérant d'atteindre le premier rang dans ce genre classique, il le quitte pour des scènes de genre érotiques qui obtiennent le plus grand succès auprès de la Cour de Louis XV. Il devient bientôt le peintre à la mode, peint des paysages illusionnistes et des portraits puis des tableaux de cabinets. En 1769, il épouse une peintre en miniature également originaire de Grasse, Marie-Anne Gérard, sœur de Marguerite Gérard. La même année naît leur première fille Rosalie (1769-1788).
En 1773, après un voyage en Flandre pendant l'été, le fermier général Pierre Jacques Onésyme Bergeret de Grancourt lui propose d'être son guide pour un voyage en Italie, puis en Europe centrale, qui débutera en octobre. Bergeret de Grandcourt était comte de Nègrepelisse, et l'itinéraire du voyage, à l'aller, passe par cette localité, où la petite troupe de voyageurs séjourne une quinzaine de jours. Fragonard y dessine le château, propriété de Bergeret. Le voyage prend fin en septembre 1774 après les visites successives de Vienne, Prague, Dresde, Francfort et enfin Strasbourg.

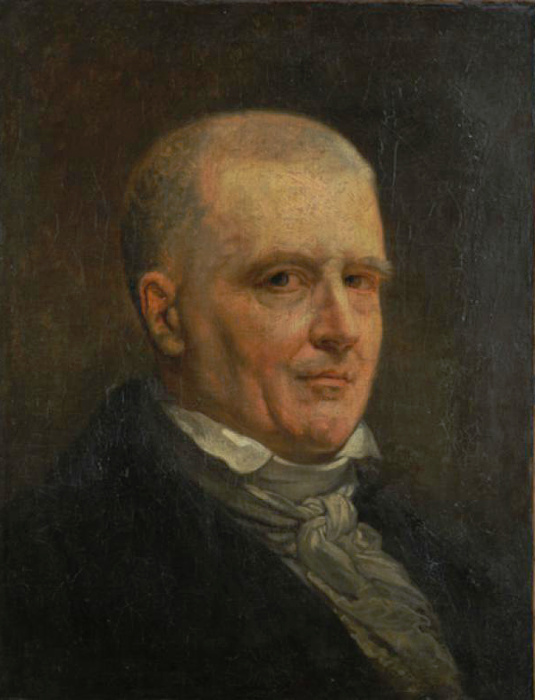
Autoportrait (vers 1800-1806), Paris, musée du Louvre.

En 1780, le couple Fragonard donne naissance à un nouvel enfant, Alexandre-Évariste Fragonard, qui deviendra lui aussi artiste. En 1788, leur fille Rosalie meurt au château de Cassan à L'Isle-Adam, en région parisienne. Durant la Révolution, il séjourne à Grasse (1790-1791) chez son cousin Alexandre Maubert,. Fragonard devient membre de la Commune des Arts en 1793. Par la suite, il est nommé l'un des conservateurs du musée du Louvre par l'Assemblée nationale à la suite de l'intervention de Jacques-Louis David.
En 1805, tous les artistes résidents, dont Fragonard, sont expulsés du Louvre par un décret impérial consécutif à la réorganisation de l'édifice en musée Napoléon. La disparition de l'aristocratie commanditaire — ruinée ou exilée — lui fait perdre sa grande fortune. Il s'installe alors chez son ami Veri, au Palais-Royal. L'année suivante, il meurt, apparemment terrassé par une congestion cérébrale dans son nouveau logement situé aux galeries du Palais-Royal, dans l'indifférence quasi-totale de ses contemporains. Les funérailles sont célébrées à l'église Saint-Roch. Il est inhumé à Paris dans l'ancien cimetière de Montmartre, où sa tombe remplacée a disparu vers le milieu du XIXe siècle, une plaque cénotaphe en marbre étant apposée sur le mur de l'emplacement où se trouvait sa sépulture,.

### Famille
La famille de Fragonard comprenait plusieurs artistes :
- Marguerite Gérard, sa belle-sœur et élève peintre intimiste ;
- Marie-Anne Gérard, son épouse, miniaturiste ;
- Alexandre-Évariste Fragonard, son fils ;
- Théophile Fragonard, son petit-fils, fils d'Alexandre.

Son cousin, Honoré Fragonard, est un anatomiste célèbre dont les écorchés sont conservés à Maisons-Alfort au musée Fragonard de l'École nationale vétérinaire.

## Œuvre
À l'instar de François Boucher, Fragonard est considéré comme le peintre de la frivolité, du rococo, bien qu'il ait peint dans de nombreux autres registres : grands paysages inspirés de peintres hollandais, peintures religieuses ou mythologiques, ou scène de bonheur familial notamment.

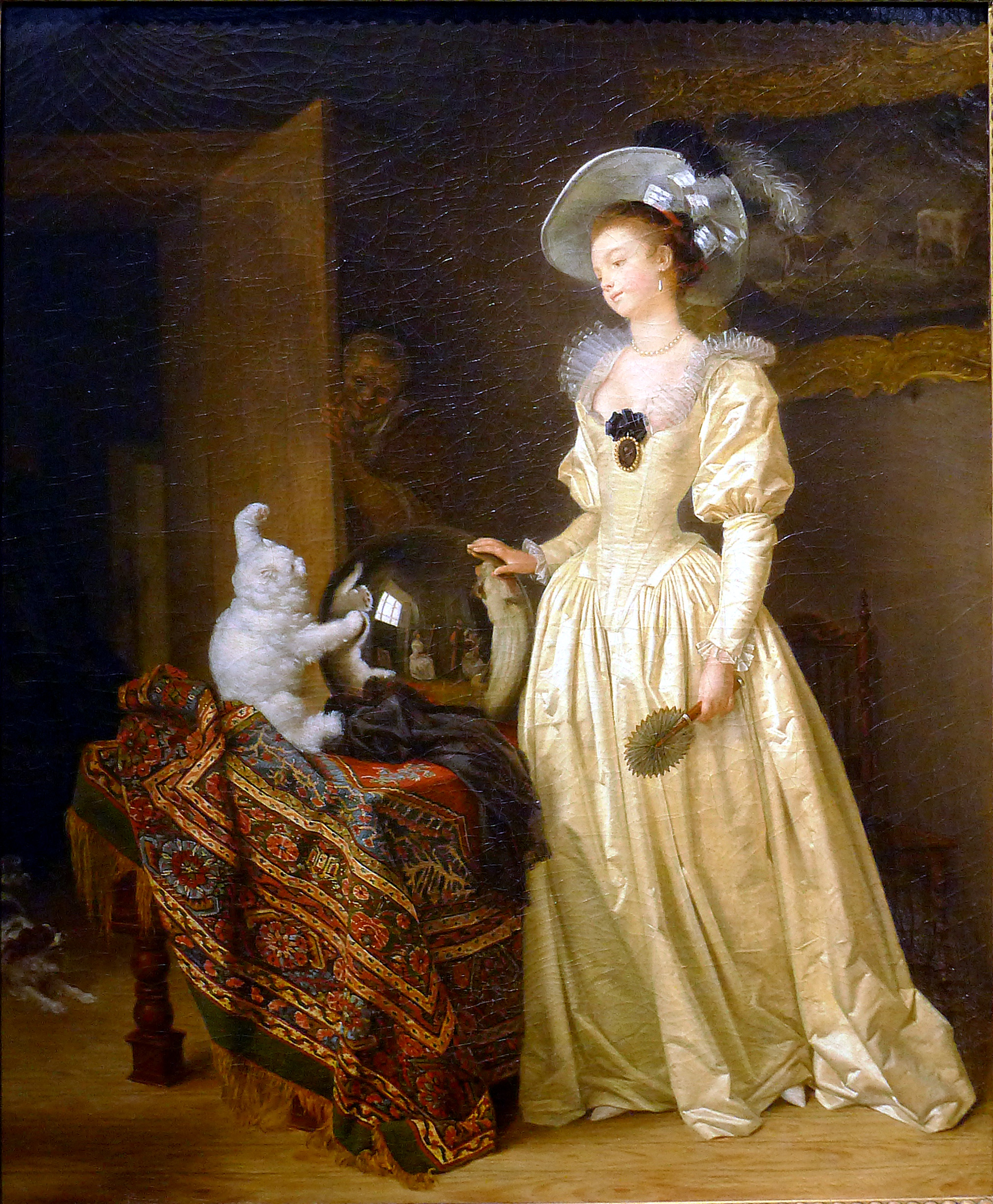
Le Chat angora (vers 1783-1785), Cologne, Wallraf-Richartz Museum.

D'un trait virtuose, Fragonard savait montrer le tourbillonnement du monde par des gestes expressifs et gracieux ou des drapés pleins de vigueur. Fragonard est le dernier peintre d'une époque sur le déclin, ses scènes de genre seront bientôt rendues obsolètes par la rigueur néo-classique de David, par les évènements de la Révolution et ceux de l'Empire.
Les scènes de genre de Fragonard sont volontiers érotiques, comme Les Hasards heureux de l'escarpolette, fantasme d'un commanditaire (M. de Saint-Julien, receveur général des biens du clergé) qui donna à l'artiste des conseils de mise en scène : « Je désirerais que vous peignissiez Madame sur une escarpolette qu'un évêque mettrait en branle. Vous me placerez de façon, moi, que je sois à portée de voir les jambes de cette belle enfant et mieux même, si vous voulez égayer votre tableau. ».
Mais même ces scènes effectivement frivoles peuvent être lues à un niveau différent, on peut y voir percer, souvent, une inquiétude, un sentiment de fin de fête parfois (et cela rappelle Antoine Watteau ou encore le roman Point de lendemain de Vivant Denon), ou encore une menace diffuse : les couples dans l'intimité, les belles qui s'épouillent, les endormies, tout ce petit monde de grâce et de sympathie est observé par un peintre qui nous rappelle que la jeunesse ne dure pas et que les moments de tendresse lascive sont fugaces et rares.
Fragonard avait travaillé notamment avec Hubert Robert (1733-1808), leur collaboration fit l'objet d'une exposition à Rome à la villa Médicis.

### Le Verrou

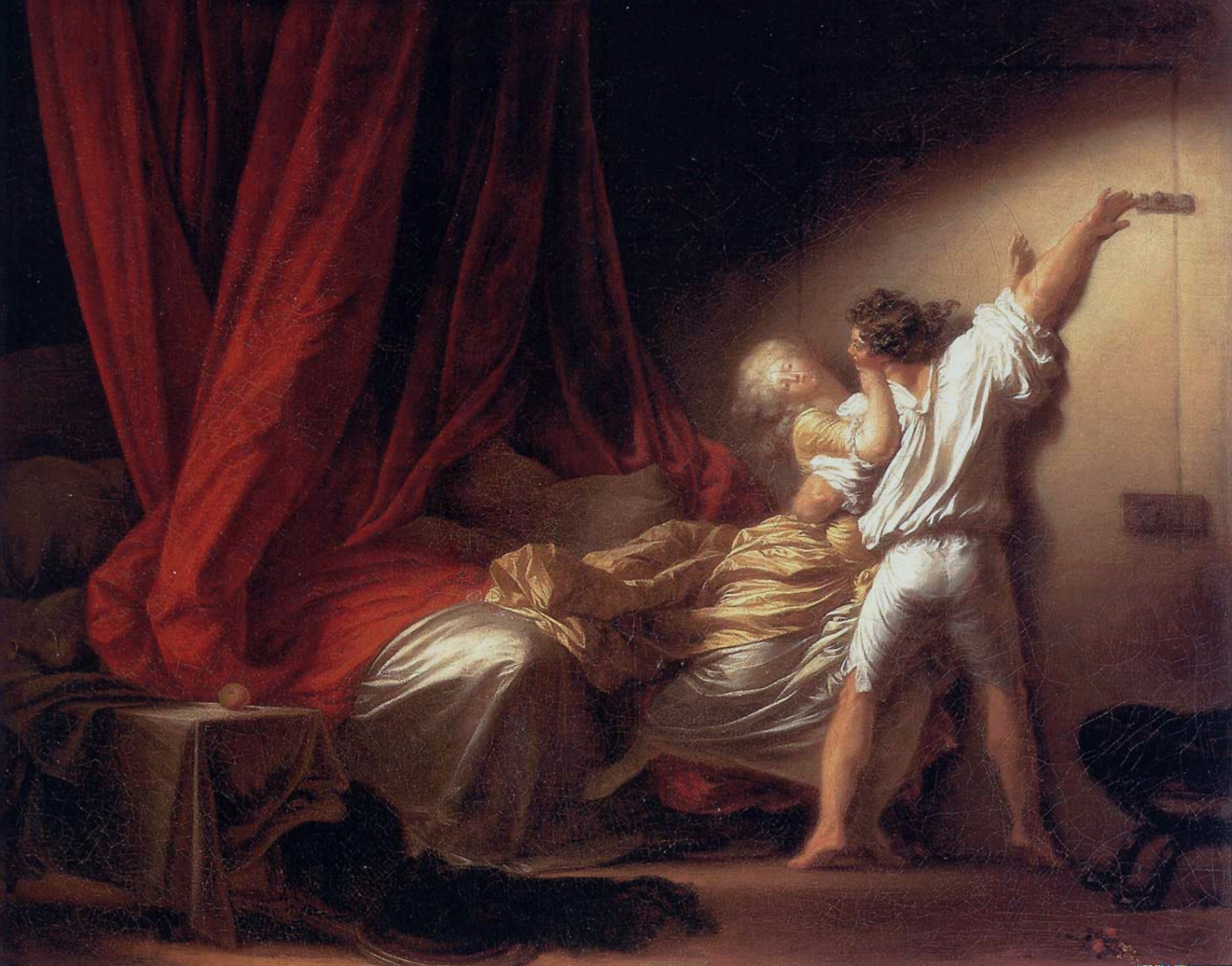
Le Verrou (vers 1774-1778), Paris, musée du Louvre.

Cette œuvre majeure de Fragonard est une huile sur toile datant de 1777, mesurant 73 × 93 cm.
Malgré les multiples analyses effectuées sur ce tableau, conservé à Paris au musée du Louvre, il n'y a pas eu une explication, mais plusieurs éventualités, en ce qui concerne sa signification. Il peut évoquer un viol ou une scène d'amour.
Cette scène représenterait en effet un couple dans une chambre, la femme essayant de résister, en vain, aux avances de l'homme qui verrouille la porte. Il est important de noter que la chambre est déjà en désordre (les draps du lit sont défaits), ce qui pourrait signifier que l'action a déjà eu lieu.
La version originale du Verrou a été acquise par le musée du Louvre en 1974. Elle fut conçue par le peintre comme pendant à l'Adoration des bergers, offerte au Louvre en 1988 par M. et Mme Roberto Polo. Sont ainsi opposés l'amour sacré et l'amour profane.
Le Verrou, qui avait fait l'objet en 1933 d'une vente aux enchères avec la seule indication « attribué à Fragonard », a fait l'objet, une fois son auteur déterminé avec certitude, d'un arrêt classique de la première chambre civile de la Cour de cassation du 24 mars 1987, qui a fait jurisprudence sur la théorie de l'erreur en droit des obligations français.

### Les Progrès de l'amour dans le cœur d'une jeune fille
Ce projet fut commencé en 1771 à la suite d'une commande de Madame du Barry, la dernière maîtresse de Louis XV. Il consistait en une série cohérente de quatre tableaux intitulés La Poursuite, La Surprise (ou La Rencontre), L'Amant couronné et La Lettre d'amour, destinés à être installés au pavillon de Louveciennes dans un salon de forme demi-circulaire. Mais, quelque temps après l'installation, les tableaux furent rejetés car ils ne s'accordaient pas avec le style d'architecture néoclassique du pavillon.
Ainsi, Fragonard conserva tous les tableaux dans son atelier et les apporta avec lui quand il retourna à Grasse, sa ville natale. Il décida alors de les installer dans l'un des salons de la villa de son cousin, mais les murs restant encore vides après cette installation, Fragonard décida de peindre dix tableaux supplémentaires afin de meubler l'espace.
Les panneaux qui sont aujourd'hui conservés à Grasse dans la villa, qui est devenue le musée Jean-Honoré Fragonard, sont des copies réalisées par Auguste de La Brély, avant la vente des originaux au collectionneur américain Pierpont-Morgan (ensuite achetés par Frick en 1915, ils sont aujourd'hui conservés à la collection Frick de New York).
Cela fait au total quatorze tableaux que l'on peut diviser en trois groupes.
- Six scènes d'amour :
  - La Poursuite ;
  - La Surprise ou La Rencontre ;
  - L'Amant couronné ;
  - La Lettre d'amour ;
  - L'Abandonnée ;
  - L'Amour triomphant.

- Quatre allégories des amours :
  - L'Amour en sentinelle ;
  - L'Amour folie ;
  - L'Amour poursuivant une colombe ;
  - L'Amour assassin.

- Quatre peintures décoratives.

### Les Portraits de fantaisie
Quatre portraits qualifiés par Fragonard « de fantaisie », exécutés en très peu de temps (fa' presto), une heure pour chacun, durant l'année 1769 :
- François-Henri d'Harcourt, collection privée ;
- Anne-François d'Harcourt, vers 1770, huile sur toile, 80 × 65 cm, Paris, musée du Louvre ;
- Inspiration, Paris, musée du Louvre ;
- Portrait d'un homme [anciennement Denis Diderot], Paris, musée du Louvre ;
- Portrait d'un homme dit Le Guerrier, Williamstown, Clark Art Institute[17].

### Autres œuvres

#### Peinture

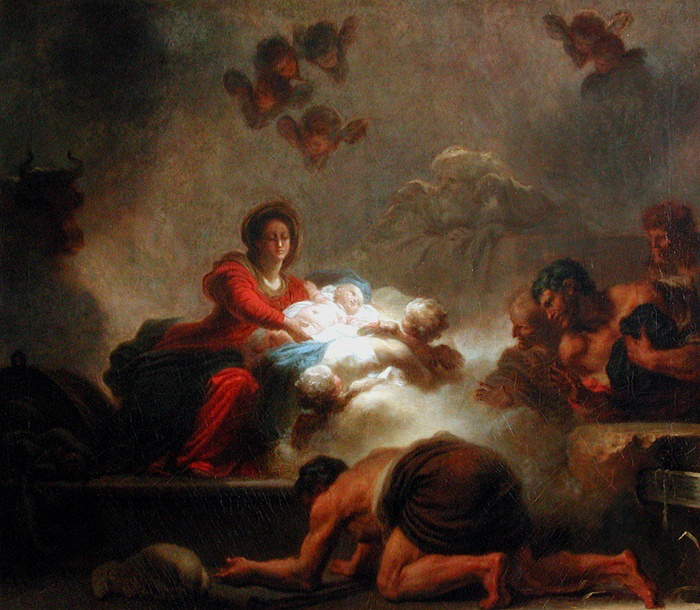
L'Adoration des bergers (1775), Paris, musée du Louvre.

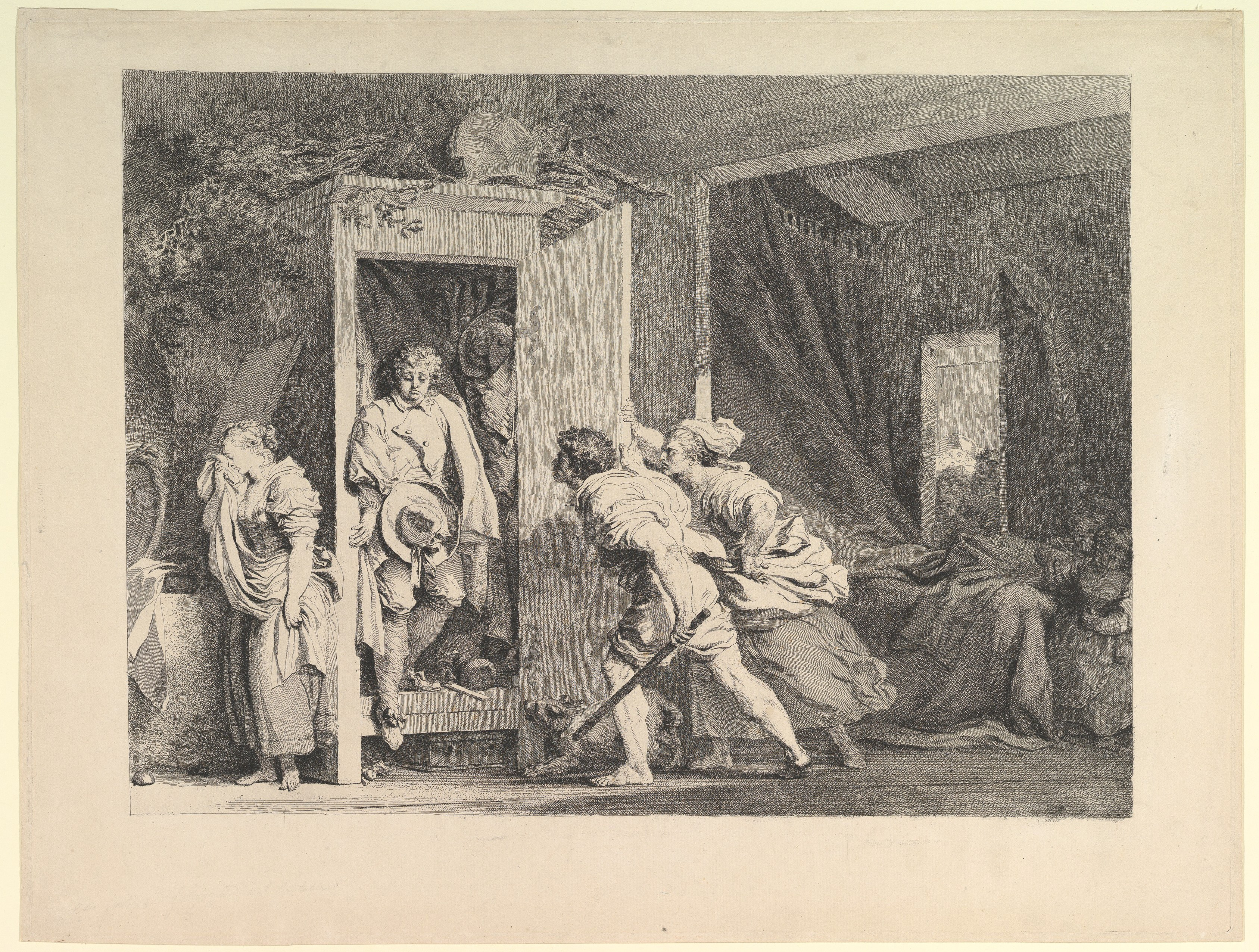
L'Armoire (1778), New York, Metropolitan Museum of Art.

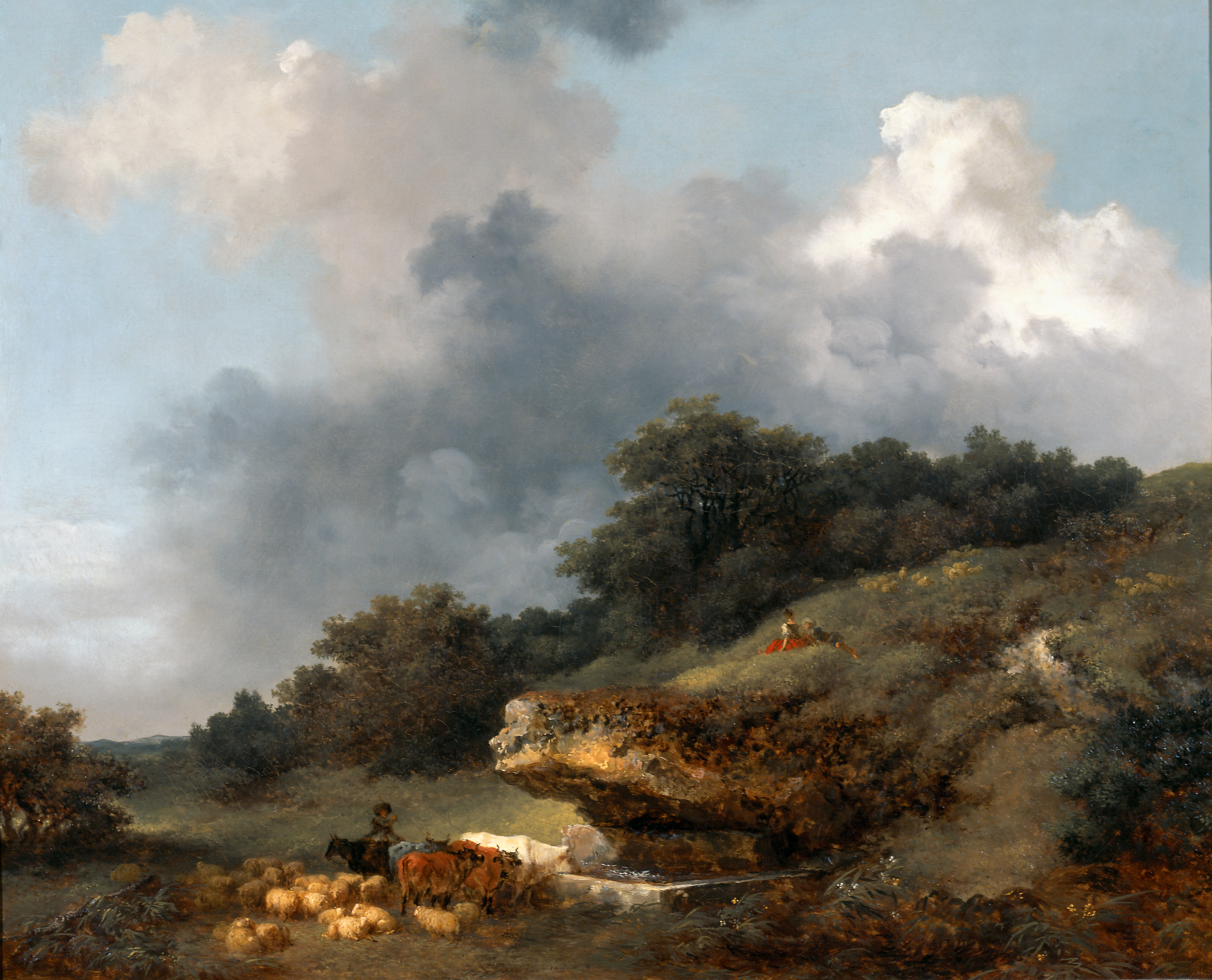
L'Abreuvoir (vers 1765), musée des Beaux-Arts de Lyon.

- Le Colin-Maillard, vers 1750-1752, huile sur toile, 116,8 × 91,4 cm, Toledo (Ohio), Toledo Museum of Art, États-Unis.
- Renaud dans les jardins d'Armide, 1763, huile sur toile, 72 × 90 cm, Paris, musée du Louvre.
- Anne-Louise Brillon de Jouy, vers 1769, huile sur toile, Paris, musée du Louvre.
- L’Abreuvoir, vers 1765, 51,5 × 63 cm, Lyon, musée des beaux-arts[18]
- Les Hasards heureux de l'escarpolette, 1767-1768, huile sur toile, 81 × 64 cm, Londres, Wallace Collection.
- Les Débuts du modèle, 1769, huile sur toile, 50 × 63 cm, Paris, musée Jacquemart-André.
- Louis François Prault, dit autrefois L'Inspiration, huile sur toile, 80 × 64 cm, legs de Louis la Caze, Paris, musée du Louvre[19].
- Louis Richard de la Bretèche, huile sur toile, Paris, musée du Louvre.
- Portrait de M. Anne-Gabriel Meusnier de Querlon, dit autrefois Portrait de Diderot, vers 1769, huile sur toile, 81 × 65 cm, Paris, musée du Louvre[20].
- Jean-Claude Richard de Saint-Non habillé à l'espagnole, vers 1769, Barcelone, musée national d'Art de Catalogne.
- L'Abbé Jean-Claude Richard de Saint-Non, huile sur toile, peinte par Fragonard, Paris, musée du Louvre.
- Charles Paul Jérôme de Bréa (d) (1740-1820), huile sur toile, Paris, musée du Louvre.
- Marie-Anne Éléonore de Grave, huile sur toile, autrefois prit pour le portrait de Mlle Guimard [21], Paris, musée du Louvre.
- Marie Émilie Coignet de Courson, huile sur toile, New York, Metropolitan Museum of Art.
- La Chemise enlevée, vers 1770, Paris, musée du Louvre.
- La Leçon de musique, vers 1770, Paris, musée du Louvre.
- L'Amour embrasant l'Univers, vers 1770, huile sur toile, 116 × 145 cm, musée d'Art de Toulon.
- La Poursuite, vers 1771, huile sur toile, 67 × 38 cm, Angers, musée des Beaux-Arts.
- La Surprise, vers 1771, huile sur toile, 67 × 38 cm, musée des Beaux-Arts d'Angers.
- Corésus et Callirrhoé, 1765, huile sur toile, musée des Beaux-Arts d'Angers.
- Céphale et Procris, 1755, huile sur toile, musée des Beaux-Arts d'Angers.
- Jupiter sous les traits de Diane, séduisant Callisto, huile sur toile, musée des Beaux-Arts d'Angers.
- La Liseuse, vers 1770-1772, Washington, National Gallery of Art.
- L'Adoration des bergers, 1775, huile sur toile, 73 × 93 cm, Paris, musée du Louvre.
- Les Marionnettes, 1775-1778, huile sur toile, 68,5 × 89,8 cm, Abou Dabi, Louvre Abou Dabi.
- Le repos de la Sainte Famille, 1775-1780, huile sur toile, Troyes, musée des Beaux-Arts (provient de l'église Saint-Nizier)
- Le Rocher, vers 1780, huile sur toile, 53 × 62,5 cm, musée des Beaux-Arts de Lyon.
- L'Abreuvoir, vers 1765, huile sur toile, 51,5 × 63 cm, musée des Beaux-Arts de Lyon.
- La Naissance de Vénus, Marseille, musée Grobet-Labadié.
- L'Élève intéressante, vers 1786, en collaboration avec Marguerite Gérard, Paris, musée du Louvre.
- Le Baiser à la dérobée, 1787, en collaboration avec Marguerite Gérard, Saint-Pétersbourg, musée de l'Ermitage.
- Conversation galante, huile sur toile, 62 × 74 cm, Londres, Wallace Collection.
- Paysage (le Gué), huile sur toile, 28 × 38 cm, don Justin Courtois, 1888 (inv. 5638), musée des Beaux-Arts de Chartres[22],[23].

#### Dessin
- La Visite de l’atelier, dessin préparatoire, Dijon, musée Magnin.
- La Fuite en Égypte, dessin préparatoire, Dijon, musée Magnin.
- Récit d’un naufrage, dessin préparatoire, Dijon, musée Magnin.
- Une Femme et un religieux devant un monastère, dessin préparatoire, Dijon, musée Magnin.
- Un seigneur forçant une dame à signer un papier, dessin préparatoire, Dijon, musée Magnin.
- Un coin de parc, dessin préparatoire, Dijon, musée Magnin.
- Le Petit Montreur de singe savant, dessin préparatoire, Dijon, musée Magnin.
- Deux motifs d’après des œuvres italiennes, dessin préparatoire, Dijon, musée Magnin.
- Le Peintre, vu de dos, à son chevalet, dessin préparatoire, Dijon, musée Magnin.
- Un joueur de cornemuse, dessin préparatoire, Dijon, musée Magnin.
- Jeune femme en costume Renaissance fuyant, épouvantée à la vue d’un miroir, dessin préparatoire, Dijon, musée Magnin.
- Cavalier en costume de Louis XIV présentant un tableau d’architecture à un jeu de dame, dessin préparatoire, Dijon, musée Magnin.
- Le Faucon, dessin préparatoire, Dijon, musée Magnin.
- Bienfaits et sévices des volcans, dessin préparatoire, Dijon, musée Magnin.
- Les Collecteurs de taxe, 1778, eau-forte, New York, Metropolitan Museum of Art.
- L'Armoire, 1778, eau-forte, New York, Metropolitan Museum of Art.
- Étude de figures d'après Diane et ses nymphes du Dominiquin, pierre noire, traits d'encadrement à la plume et à l'encre brune, 31,2 × 22,6 cm, Paris, École nationale supérieure des beaux-arts[24]. Cette étude fut réalisée juste avant le voyage que Fragonard réalise avec son mécène l'abbé de Saint-Non, d'avril à septembre 1761. Ensemble, ils admirent les chefs-d'œuvre de Sienne à Gênes que Fragonard copie à la demande de son mécène. Cette étude a été réalisée à Rome, au palais Borghèse. Ces trois figures sont tirées de la toile peinte par le Dominiquin et conservée au palais Borghèse : Diane et ses nymphes[25].
- L'Enlèvement de Ganymède, plume, encre noire et lavis d'encre de Chine, 36,1 × 27,9 cm, Paris, École nationale supérieure des beaux-arts[26]. L'étude des maîtres anciens occupe chez Fragonard une place tout à fait essentielle. Cette feuille spectaculaire par la manière dont il transpose au lavis, sans rien perdre de sa force visuelle, l'Enlèvement de Ganymède peint par Rembrandt en 1635 démontre l'admiration qu'il vouait au maître hollandais[27].
- Scène galante, dite aussi La Déclaration, vers 1780-1785 ?, pierre noire sur papier vergé, 16 x 21 cm, Orléans, musée des Beaux-Arts[28].
- Jeune fille debout vue de dos, vers 1770 ?, sanguine sur papier vergé, 37,3 x 25,1 cm, Orléans, musée des Beaux-Arts[29].
- Jeux d’eau de la villa Aldobrandini à Frascati, vers 1760-1765, contre- épreuve de sanguine reprise au lavis brun et à la plume et encre brune sur papier vergé collé sur carte, 33,6 x 45 cm, Orléans, musée des Beaux-Arts[30].

### Œuvres retrouvées
- Le Jeu de la palette et La Bascule, vers 1761, deux huiles sur toile, 75 × 93 cm. Disparues au début du XIXe siècle, à la mort de Bergeret de Grandcourt[31], ces deux œuvres, représentant des personnages jouant dans des paysages de ruines antiques, ont été retrouvées par l’étude Tajan en 2016 à l'occasion d'un inventaire dans un château en Normandie[31].
- L'Oiseau chéri, fin XVIIIe siècle. Ce tableau représente une femme qui porte en hauteur un enfant pour lui faire voir deux colombes enfermées dans une cage. Pendant un temps attribué à Marguerite Gérard, belle-sœur de Fragonard, le tableau s'était perdu au XXe siècle mais il a été retrouvé en Normandie et authentifié en 2017. De longs travaux de restauration ont été nécessaires pour lui redonner son éclat original. À partir du 25 mai 2018, il est exposé au musée Fragonard de Grasse. Le responsable de la communication du musée considère qu’« il va devenir un des joyaux de notre collection »[32].
- Un philosophe lisant, vers 1768-1770, toile ovale d'origine, 45,8 × 57 cm, dans son cadre d'origine estampillé Chartier. Disparue depuis 1779, cette toile répertoriée a été identifiée lors d'un inventaire de succession chez un particulier en Champagne par maître Petit et le cabinet Turquin[33]. Elle est adjugée 7,68 millions d'euros lors d'une vente aux enchères organisée par la maison "Enchères Champagne" à Épernay[34].
- Jeune fille au chapeau, toile, 52 x 42,5 cm. Oeuvre demeurée inédite, elle est redécouverte dans une collection particulière[35].

Œuvres de Jean-Honoré Fragonard
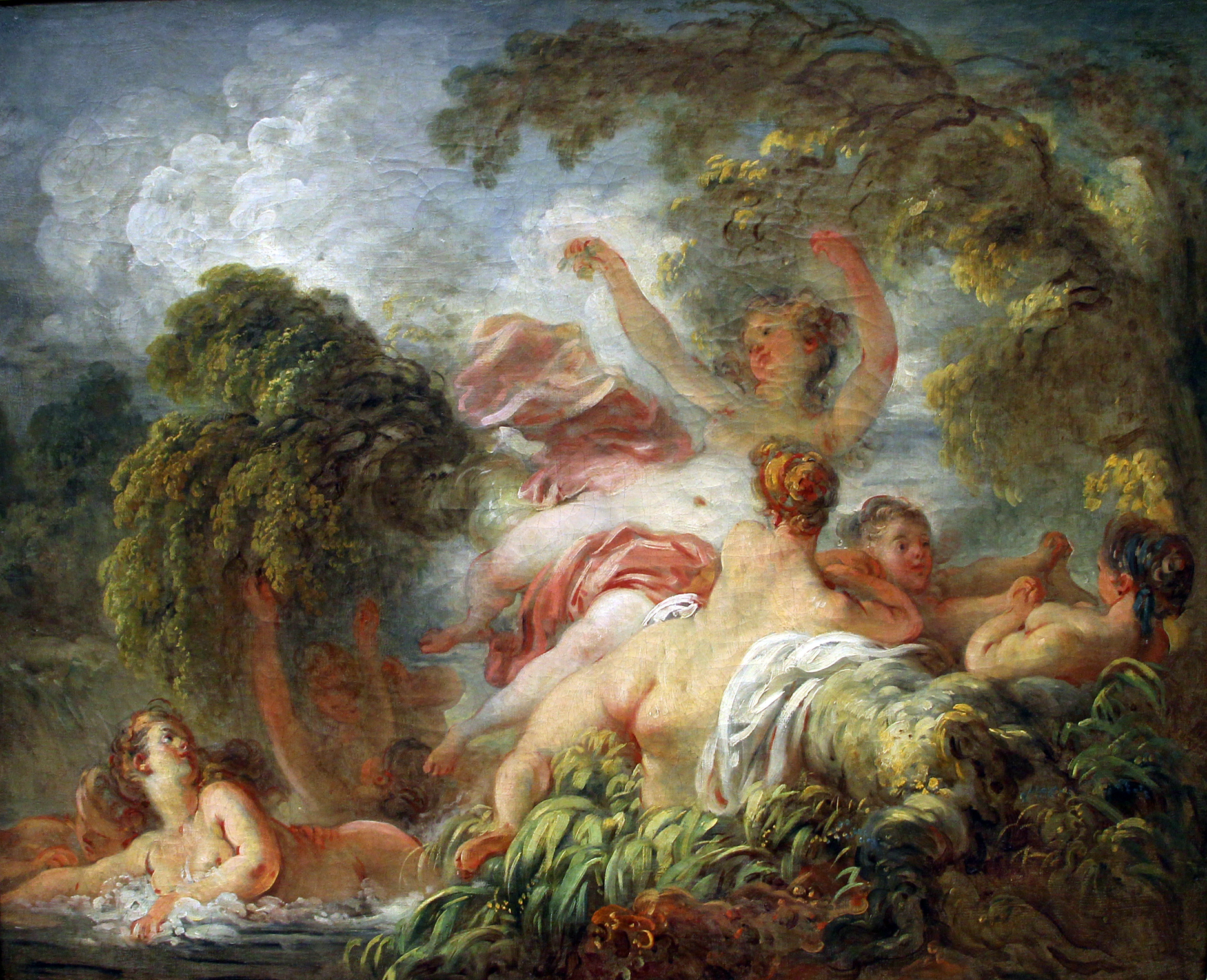
Les Baigneuses (1765), Paris, musée du Louvre.
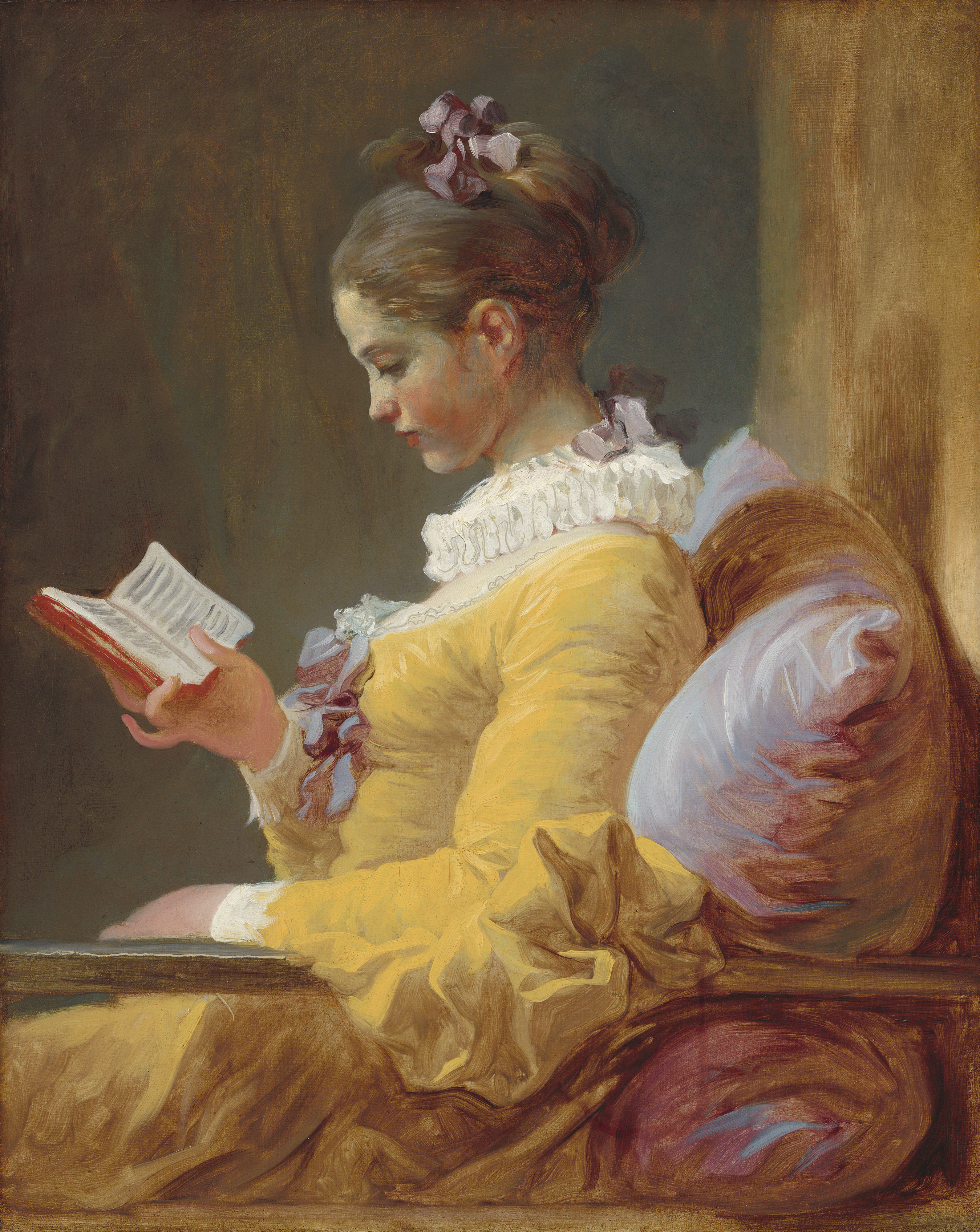
La Liseuse (vers 1770-1772), Washington, National Gallery of Art.
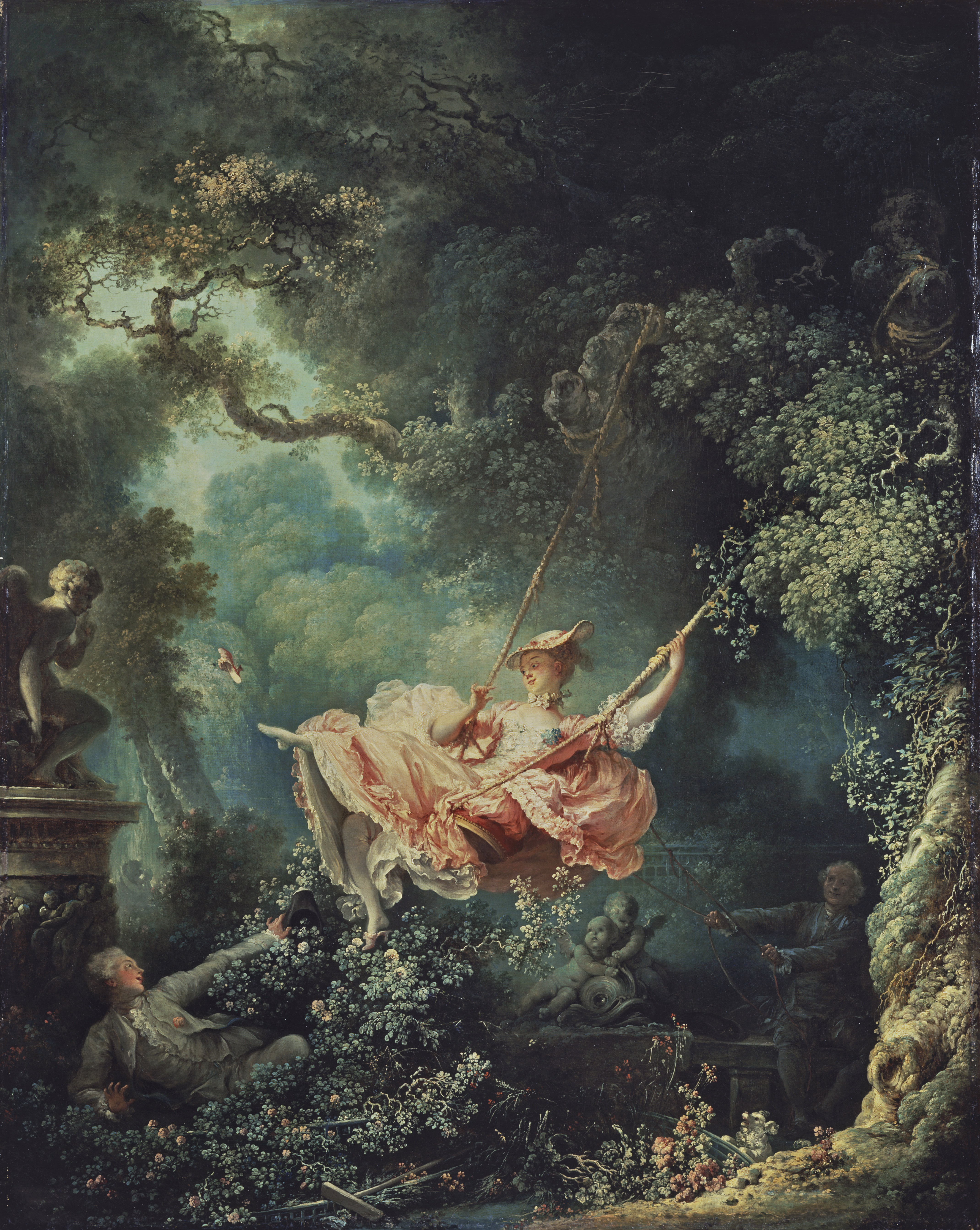
Les Hasards heureux de l'escarpolette (1767), Londres, Wallace Collection.
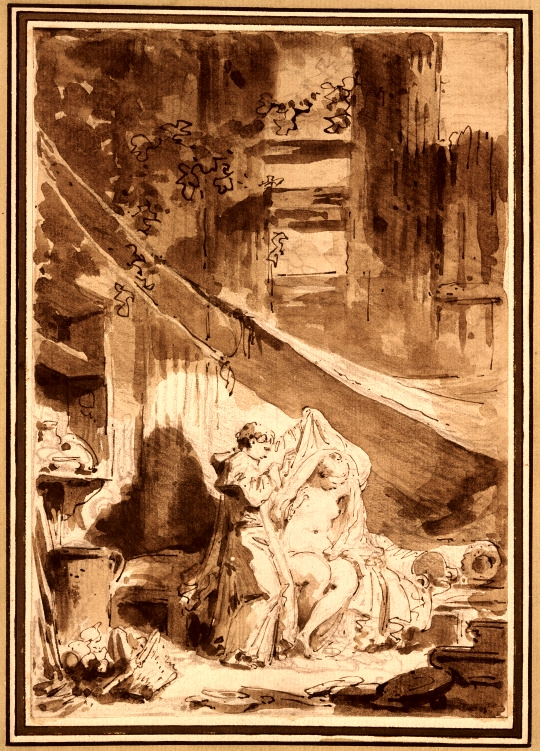
L'Hermite (détail), illustration pour les Contes de La Fontaine[36], lavis au bistre.
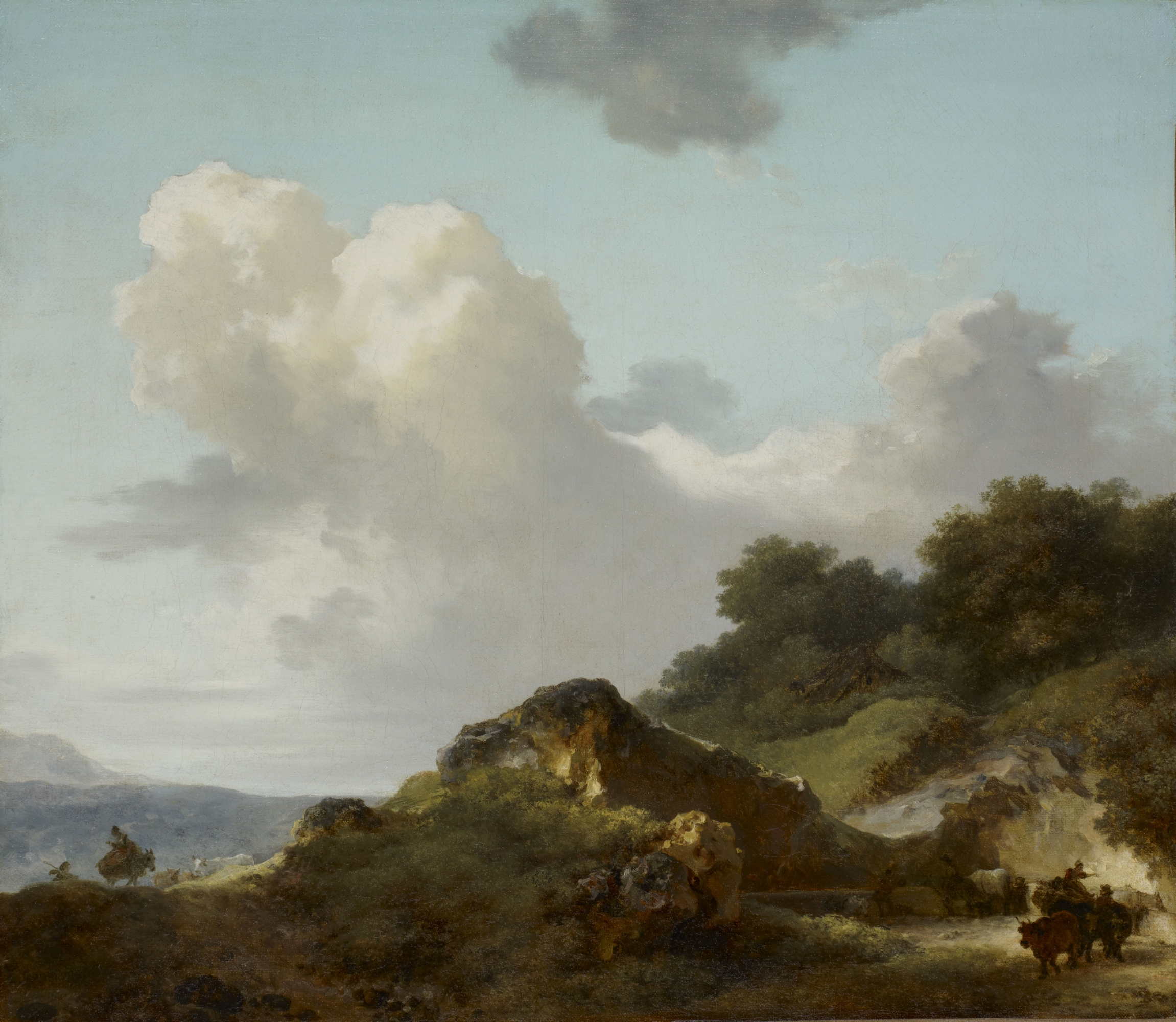
Le Rocher (vers 1780), musée des Beaux-Arts de Lyon.
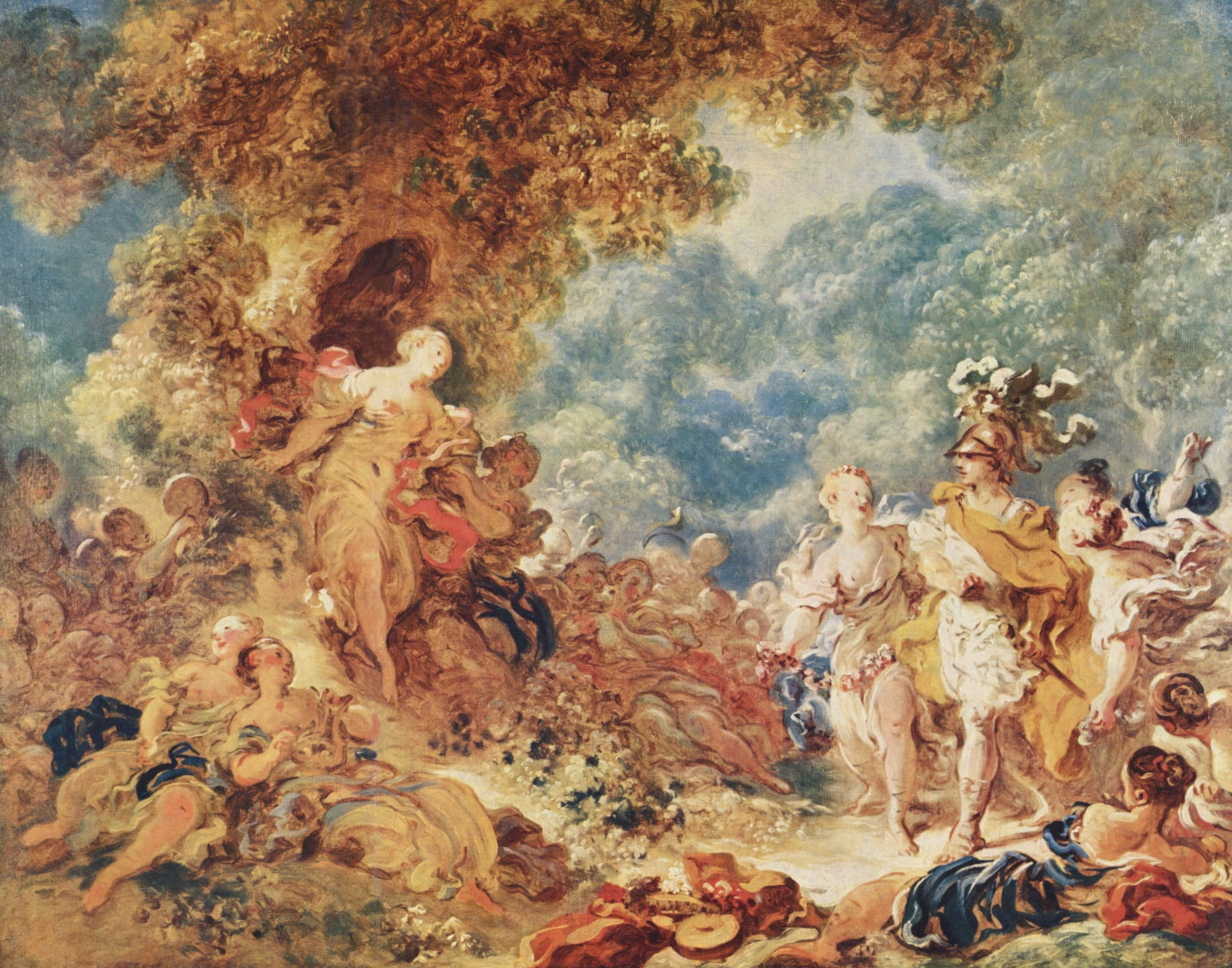
Renaud dans les jardins d'Armide, Paris, musée du Louvre.
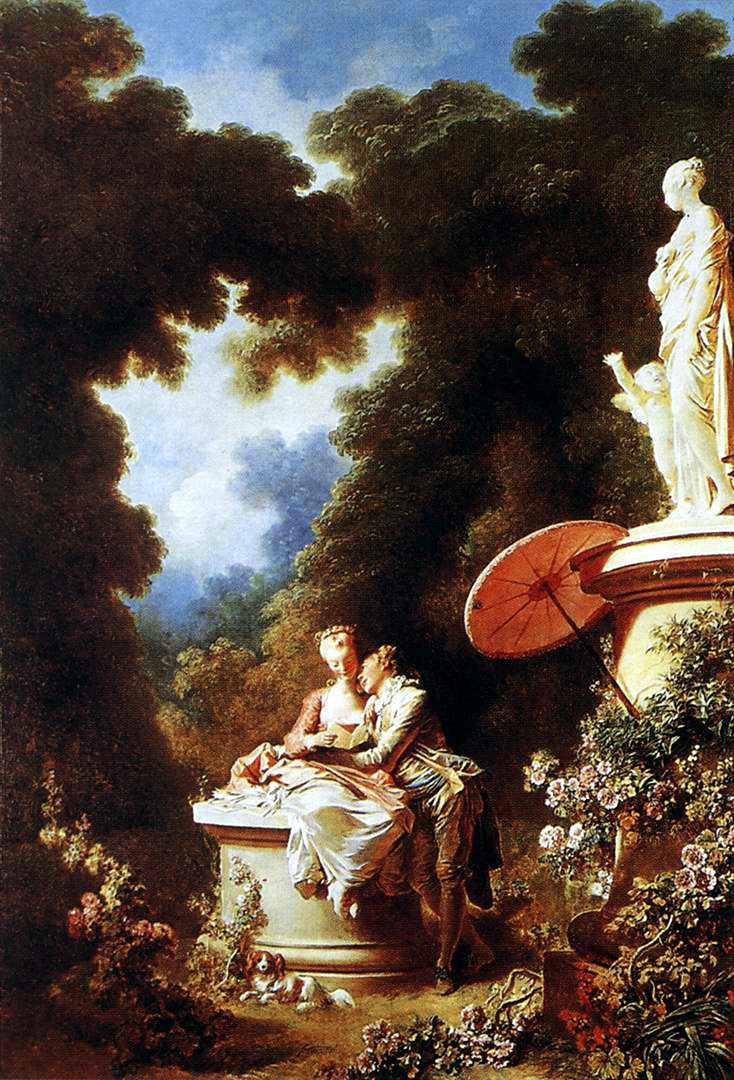
La Déclaration d'amour (1771), New York, Frick Collection.
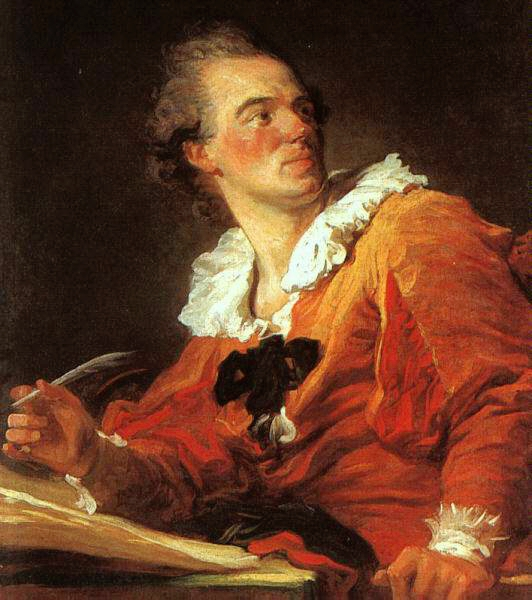
L'Inspiration (1769), Paris, musée du Louvre[37].
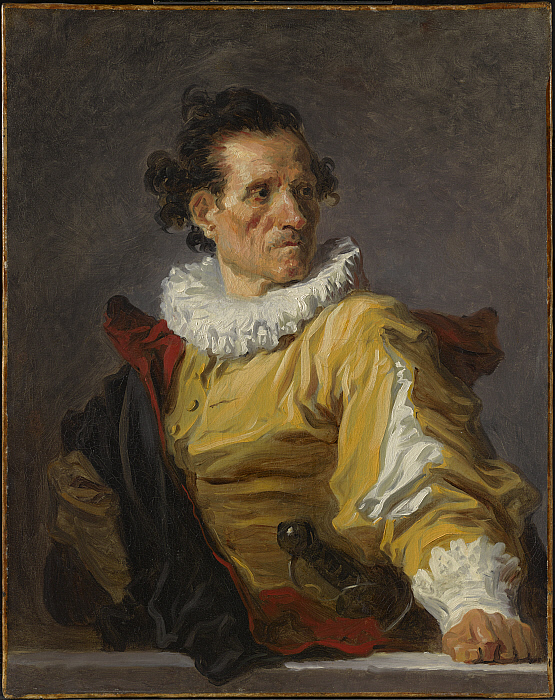
Le Guerrier, (1769), Williamstown, Clark Art Institute
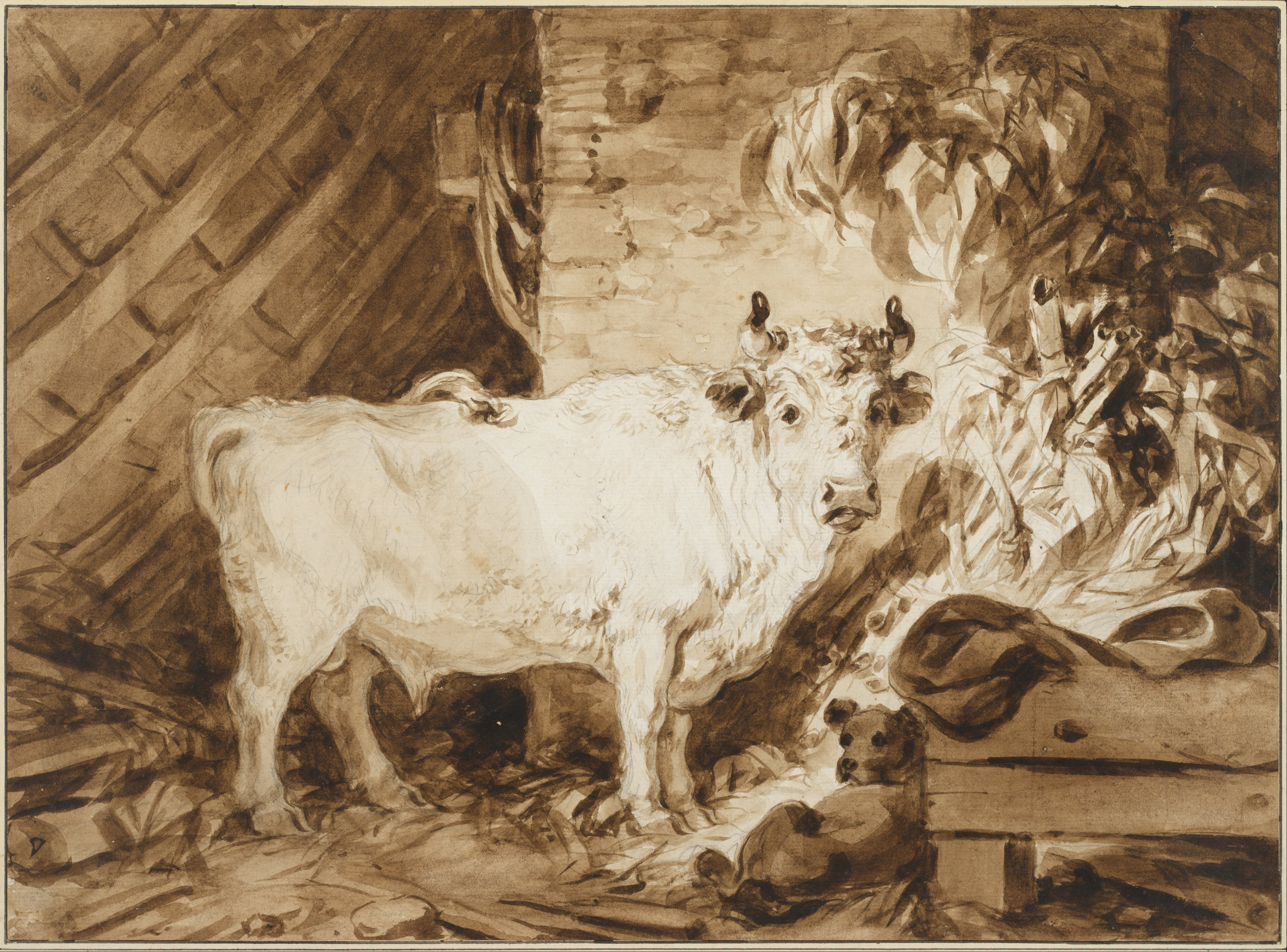
Bœuf et chien dans une étable, Vienne, Albertina.

## Expositions
- Fragonard, un Provençal aux Pays-Bas, Grasse, villa-musée Jean-Honoré Fragonard, du 1er juillet au 30 septembre 2016.
- Jean-Honoré Fragonard, dessins du Louvre, Paris, musée du Louvre, du 3 décembre 2003 au 8 mars 2004[38].
- Fragonard, les plaisirs d'un siècle, Paris, musée Jacquemart-André, du 3 octobre 2007 au 13 janvier 2008[39].
- Les Fragonard de Besançon, musée des Beaux-Arts et d'Archéologie de Besançon, du 8 décembre 2006 au 2 avril 2007[40].
- Fragonard dessinateur, musée des Beaux-Arts de Caen, du 17 octobre 2009 au 18 janvier 2010. Il s'agit sous un autre titre de l'exposition de Besançon en 2006-2007[41].
- De Watteau à Fragonard, les fêtes galantes, Paris, musée Jacquemart-André, du 14 mars au 21 juillet 2014[42].
- Fragonard amoureux, Paris, musée du Luxembourg, du 16 septembre 2015 au 24 janvier 2016[43].

## Hommages
La rue Fragonard lui rend hommage à Paris 17e depuis 1875.

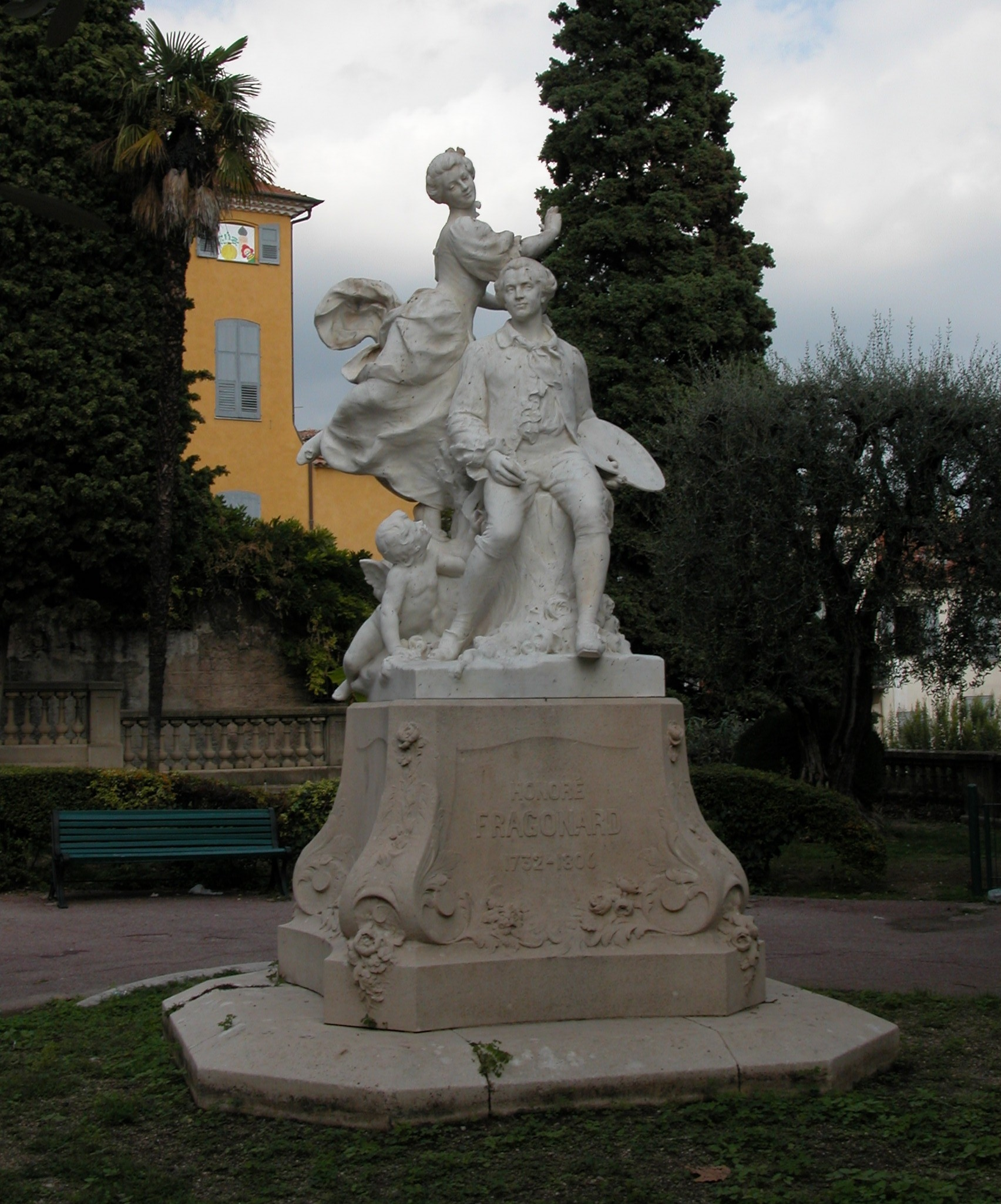
Auguste Maillard, Monument à Jean-Honoré Fragonard (1907), Grasse.
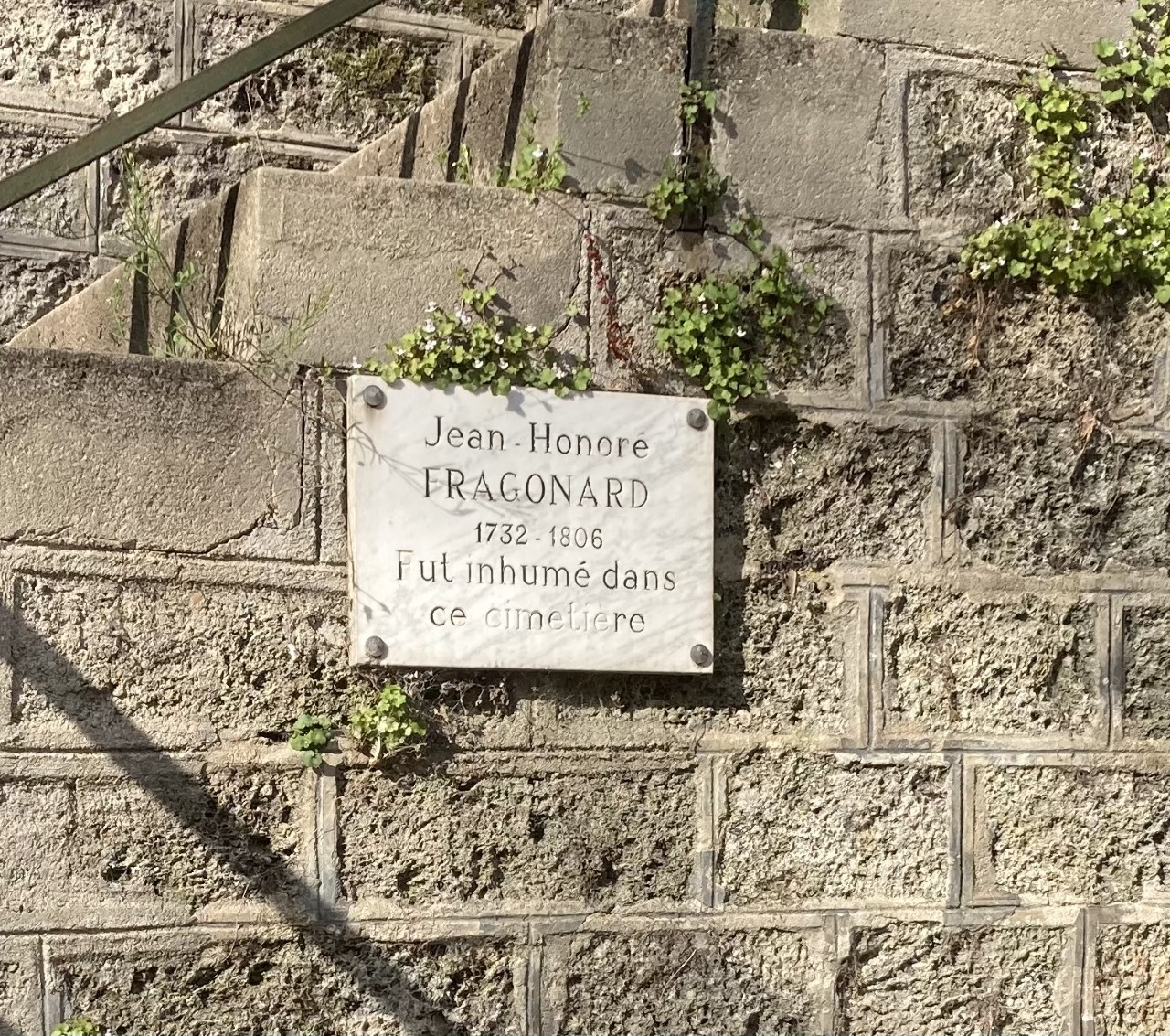
Plaque en hommage à Fragonard, Paris, cimetière de Montmartre.

### Philatélie
La Poste française a émis les timbres suivants :
- en 1939, un premier timbre en faveur de la création d'un musée postal, d'une valeur de 40 centimes et surtaxe de 60 centimes, brun-lilas et brun et sépia, représentant L’Inspiration favorable d'après Fragonard[44] est émis par la poste. Il porte le no YT 446 ;
- en 1962, deux timbres sont émis au profit de la Croix-Rouge, le premier, lilas-brun d'une valeur de 20 centimes et 10 centimes de surtaxe représente Rosalie, et le second, vert, d'une valeur de 25 centimes et 10 centimes de surtaxe, représente L'Enfant en Pierrot. Ils sont mis en vente 1er jour le 8 décembre à Angoulême. Ils portent les nos YT 1366 et 1367 ;
- en 1972, un timbre de 1 franc, polychrome, représentant L'Étude est émis. Il est mis en vente 1er jour à Paris le 22 janvier. Il porte le no YT 1702[45].

### Astronomie
- (8235) Fragonard, astéroïde.